# 六四事件中的香港
1989年春夏之交，中华人民共和国爆发全国性抗议运动，史称六四事件或八九民运，中国官方称1989年春夏之交的政治风波。期间作为即将于1997年回归中国的英国殖民地香港也爆发了声援北京和全国示威者、学生的抗议、悼念、游行、罢工、集会及其他政治表达行为。这些活动多由学生、市民等群体发起，也包括香港的亲中派团体，并随着全国范围内的抗议局势演变而变化。
胡耀邦逝世引发香港各界对中华人民共和国民主与改革的广泛关注，学生、市民、社团及宗教团体通过游行、静坐、募捐、公开信及报刊社论表达对北京学运的支持。6月3日至4日北京清场事件后，香港爆发大规模抗议，有20万人参与游行，多个团体号召罢工、罢市、罢课，强烈谴责武力镇压。这些抗议不仅反映了香港对中国民主运动的声援，也推动了本地公民意识的觉醒，对香港民主派政治文化及对“一国两制”的信心产生影响。
在胡耀邦之死，八九民运爆发前，香港部分团体和人士就已经通过多种方式，声援当时中国大陆的民主运动和被捕的民运人士。3月28日，香港宗教及新聞界七位代表組成的「籲釋魏京生等聯署人士赴京團」计划向人大常委會遞交簽名信,表達港人對恢復魏京生人身自由的支持。該團到达天津機場時，被海关阻拦，簽名信則被視爲「宣傳品」而遭沒收。3月29日，香港專上學生聯會三十餘位學生示威遊行,並向新華社香港分社遞交請願信,要求当局釋放被囚禁的民運人士。
4月1日，四五行动组织举行支持大陆民运的集会“民主之声综合晚会”，进行演讲，并播放有关中国民主运动的幻灯片。4月5日，四五行动组织在港组织民主大游行，参加者百多人，由天星码头至跑马地新华社，呼喊口号，递交请愿信，抗议大陆扣押签名信和阻拦赴京团，要求立即平反、释放大陆所有被捕的民运人士，结束一党专政，促进大陆民主化。同时相关人士计划在4月23日举行青年学生五四运动七十周年纪念集会，在4月29日在香港大专院校相关人士举办五四和现代中国学术讲座。并在5月4日，由香港大学中文系与民办机构“中国文化书院”、“北京二十一世纪研究院”等在北京香山卧佛寺饭店举办“纪念五四运动七十周年国际学术讨论会”。香港《争鸣》杂志主编温辉则准备在五四前后将释放魏京生的签名活动推向高峰，并在10月1日前“向中共摊牌，若中共置之不理，”他们将“以香港为基地，号召世界华人知识分子选出代表到北京示威”。温辉亦指《争鸣》和海外民运组织中国民联等拟将几股势力纠合起来，针对中共搞几次大的政治破坏活动。在整个运动期间，相关香港组织的动向均被中国公安部进行整理、报告。

## 4月
4月15日，中共中央前總書記胡耀邦在北京去世，引發了廣泛悼念。香港《虎報》发表评论，认为「由於早些時出現一些爭取釋放政治犯的簽名活動,要求民主和人權的運動的勢頭日益增大,隨著五四運動七十週年紀念日的臨近,其勢頭會進一步擴大。」「北京大學生在舉行悼念胡耀邦的活動時可能會自發地組織要求擴大民主的活動」。
4月20日，香港專上學生聯合會決定派出以秘書長為首的三人代表團到北京，瞭解北京學生的活動,特別是遊行示威的詳情。《快報》、香港記者協會分別致函新華社香港分社要求解釋北京公安毆打香港記者事件,并保證日後不再發生類似事件。4月21日，《明報》评论认为“胡耀邦的猝然去世,則猶如往裝滿火藥的桶裏扔了一根火柴”，并预言五四運動70週年紀念日会有更大規模的行動表達對當局的不滿。
4月20日，上海發生世界經濟導報事件，該報刊由於對胡耀邦之死的報導而被以江澤民為首的上海領導層進行整肅，並進一步引發中國各地一些新聞工作者的抗議。240多名香港新聞工作者為此發表了致中共領導機關的聯名信，認為對世界經濟導報的處理“嚴重侵犯中國公民應享有憲法所賦予之新聞自由…表示失望與遺憾”，並表示支持中國新聞工作者爭取新聞獨立自由的努力，並提出四點要求：
一、撤回上海市委的錯誤決定,讓欽本立恢復原職。
二、向上海市委追究其應承擔之責任。
三、開放民間辦報。

四、報社實行總編輯負責制,以實踐中華人民共和國憲法所規定的新聞與言論自由。
4月24日下午，香港基本法草委會副主任王漢斌(時任全國人大副委員長)在新華社會晤中文大學學生會七名代表。王指其個人認為北京學生罷課事件可以容忍，“但目前國家正進行整頓經濟秩序中,最好還是不要進行”。4月25日，專上學聯發表聲明，支持聲援北京學生以罷課方式爭取民主。26日，學聯要求基本法諮詢委員會儘快就政制進行民意調查,並要求委員會聽取民意,否則學聯將退出委員會。
4月27日早上， 香港一批專上學院學生到新華社香港分社門外，聲援北京大學生的抗议，十幾個專上學生聯會代表到新華社宣讀聲明支持北京大學生的行動，新華社派人接請願信，副秘書長楊式亦在辦事處裡接見學生代表，說將學生意見轉達給中國政府。下午，約200多個來自各專上學院學生應學聯呼籲，到新華社門外支持北京大學生的行動。請願的大專學生撕毀四二六社論，要求中國不要用暴力鎮壓,盡速與學生對話,並客觀報導學運。學生亦當場寫血書「學運不死,民主萬歲」的標語，準備將要求交給中國當局。請願行動到下午6時結束。
4月29日，香港40多個團體發表聯合聲明支持北京學運。“香港各校學生支援大陸學生爭取民主運動聯委會”发表《敬給大陸各校同學的一封信》，认为运动继承了八六学潮的“一貫精神”,“我們遠在香港,但心懷大陸、放眼世界…大家深深被你們的精誠感動,黯然落淚”，“現在我們香港各學校的同學,已聯合起來,決作大陸學生運動的後盾,希望你們繼續奮鬥、不憂不懼,共同爭取最后的勝利成功”。

## 5月
5月1日，專上學聯为支援大陸民運發起「中國民主基金」籌募運動 ,籌款逾七十萬港幣。亲国民党的社团港九工團聯合總會发表支持学运的“嚴正聲明”，对运动表示“敬佩及寄以無限的同情”，要求“中共應重視學生的合理要求”、“反對以武力鎮壓學運”、“釋放要求民主改革入獄的民運人士”、“勞工們應與學生們團結起來”，亦呼吁大陆的“學生與勞工兄弟……團結起來,不須畏懼強權,要敢於犧牲奮鬥, 勇敢地爲國家的民主前途,向中共力爭到底,正義必戰勝邪惡,我們必全力予以支持”。
5月4日，香港13間大專院校（包括港大、中大、理工、城市理工、浸會、樹仁、嶺南、珠海、葛師、柏師、羅師、工商師、恆生商學院）3000多個學生仿效北京學生，在遮打花園集會，發起五四大遊行，也有從澳門東亞大學到港代表參與。其中香港中文大學學生最早出發，早上8時開始沿大埔道遊行，沿途會合柏立基師範學生，需由馬料水步行至中環，歷時超過十小時。浸會人數最多，有600人。城市理工和珠海學生下午3時多陸續進入花墟球場。九龍和新界區大部分学校去花墟球場集合，過千學生由花墟出發，警方派出大批人員維持秩序，他們沿彌敦道行去尖沙咀方向，從尖沙咀搭小輪過海，向中區遮打花園進發。游行中，学生高叫口號，市民向經過學生揮手致意表示支持。港島方面港大100多學生下午從校園出發，傍晚6時到達遮打花園會合其他學生。
集會大約進行了兩個半小時，大會估計亦有2000多群眾參加集會。他們高唱國際歌，高呼支持中國學運和民主的口號。有學生講述其去北京觀察學運的情況。亦有立法局議員司徒華、區議員、電影界人士徐克、岑建勳、1970年代學運領袖發言表示支持。珠海學院講師黃毓民發言時認為不應該唱代表共產主義的國際歌，被部分人喝倒采，其說話亦被打斷。黃稍後表示不滿，認為大會歧視珠海學院。學聯秘書長陶君行則解釋珠海學院並非學聯成員，黃毓民講話被打斷是因為發言已經超過大會規定時間。當天大會表示即場籌到4萬多元支持中國學運。
5月6日，香港教育专业人员协会、香港大专院校学生会联合举办“五四运动七十周年纪念音乐节”，将安排24小时节目，并向北京大学学生会发出邀请。香港記者協會分別致函中共總書記趙紫陽、總理李鵬和新華社社長穆青,聲援中國的新聞界同行，要求其對參與5月4日遊行示威的中國記者、編輯“不要予以打擊報復”。香港大學校長王庚武亦在5月7日稱讚北京學生“有愛國精神”，認為學運是“中國歷史上很有意義的轉捩點”。
5月14日，專上學生聯會兩名代表攜14萬港幣捐款赴北京。15日，香港學生在新華社門前進行靜坐絕食抗議活動。5月16日，北京学生宣布开始绝食，到北京的香港学生也加入。16日晚，代表著一百個民間團體的民主派组织香港民主政制促進聯委會召开大会，通过动议支持中国的学生运动，并在次日向中共總書記趙紫陽和中國總理李鵬发表“緊急聲明”。民促會支持中国的民主运动，表示“將聯同各界民主力量,爭取一個民主的香港,民主的中國”，呼吁中國政府对学生运动予以肯定并與之進行對話，认为“香港是中國的領土”，并会在1997年回歸中國，“中港的命運是相關的,中國沒有民主,香港也沒有民主的希望”。
5月17日，包括香港基督徒學生運動、香港基督徒學會、香港基督教工業委員會、《時代論壇》等的11個基督教會團體發表《致中國領導人的公開信》，表示支持北京學運，要求政府對參與者不予追究。次日，多个教会团体和381位教牧與信徒於《明報》發表聲明支持北京學運。5月18日，香港學生與民眾舉行萬人示威遊行聲援北京絕食學生。
5月19日，中国總理李鵬宣佈北京戒嚴後，不少市民，包括酒樓侍應、計程車司機、舞廳小姐等，在新華社門前抗議後，轉移至伊館旁的小巷繼續聚集，討論事件發展及未來行動。当天，新华社社长許家屯探望了香港絕食學生,表示其会隨時向中国当局反映學生的訴求。亲中团体教聯會發起48小時救援北京學生捐款,並籌得120萬港幣。 盧龍光牧師等一群教會人士则召開緊急會議商討對策。當時，很多人都認為北京的學潮是一場“愛國民主運動”，普遍不同意當局的把學潮定性為「動亂」，以及進行戒嚴。
5月20日，包括李柱銘、譚耀宗、田北俊、謝志偉、杜葉錫恩、黃宏發、梁智鴻、夏佳理、鮑磊、鄭漢鈞、張鑑泉、周梁淑怡、梁煒彤、麥理覺、彭震海、蘇周艷屏、司徒華在内的香港行政、立法兩局26名議員发表聯合聲明，呼吁中国领导人“尊重表達的自由和取得資訊的自由,並採取和平的方式,解決其與中國人民之間的不同意見”。明報社長查良鏞（金庸）函請辭去基本法草委職務。当天，香港基督徒學會聯同14個教會團體宣佈成立「香港基督徒聲援中國愛國民主運動聯合會」（簡稱「愛民會」），並開記者招待會。20日晚，颱風布倫達吹襲香港，雖然香港掛起八號風球，但當晚仍有估计五万人冒著颱風威脅在維多利亞公園出席民促會举办的「聲援中國愛國民主運動」集會，並遊行到當時在灣仔皇后大道東的新華社香港分社（今翻新成灣仔帝盛酒店）。示威者在大雨中高呼「打倒李鵬」等口号，反對李鵬宣布的戒嚴令。
5月21日，亲中派的文匯報以「痛心疾首」四字社論開天窗,以示對北京實施戒嚴的抗議。16個教會團體組成的「愛民會」向七百多間堂會發出17萬份《致全港基督徒書》，表示「作為基督徒，我們相信，自由、人權，是上帝所賜予的，而民主是體現自由、人權的必要條件」，并呼吁信徒以祈禱、遊行的行動作支持。聖公會港澳教區在聖約翰座堂舉行了祈禱會。下午二時，有三萬名信徒参与在循道衞理聯合教會安素堂與信義會真理堂舉行的「為中國求平安」祈禱會，无法进入教堂的参与者擠滿馬路，并在會後加入当日的大遊行及集會。当天，香港有100萬人在香港島環市遊行（百萬人大遊行），呼籲公眾關注北京的事態發展。参与者包括新華社香港分社的人员。遊行隊伍其後於跑馬地馬場舉行集會。當天晚上8時，大會宣佈成立「全港市民支援愛國民主運動聯合会」並通過大會宣言，並以「香港民主政制促進聯委會」秘書處作為臨時聯絡處，即後來的香港市民支援愛國民主運動聯合會（支联会）也在當日成立。
當天，新華社香港分社部分員工發表支持學運的聲明，表示“香港同胞愛國大團結”、“這場愛國民主運動絕不是動亂”，並反對暴力鎮壓和新聞封鎖，呼籲人大委員長萬里返國召開人大緊急會議處理當前局勢，並發表「告全香港同胞書」,呼籲香港人“打十個電話”“寫十封信”將海外的信息擴散到中國，并要求李鵬“懸崖勒馬”，并由全國人大常委會特別緊急會議罷免李鵬。
5月22日，香港股市受中国政治局勢變化影響,劇跌350點。香港35名港区人大代表和政協委員發表支持學運的聲明,要求儘快恢復對話,撤銷戒嚴,並立即召開人大、政協常委會,作出相應決定。中華總商會召开第三十六屆常務會董事会，并在次日向中国全國人大常委會、中共中央、國務院发表三点“緊急呼籲”，呼吁不要使用武力镇压，解除北京戒严令和采访禁令等。香港社會工作人員協會、總工會发表五点《緊急聯合聲明》，呼吁撤銷戒嚴令，撤走外地调入北京的军队，“全港社工立刻動員起來,隨時準備協助兩會推動的各項大型活動,並參與有關組織工作”，并表示原訂於27日由兩會舉辦的基本法諮詢大會無限期押後。中國教會研究中心與中國宣道神學院於《明報》發表聲明，呼吁政府不要武力镇压，并“推動政治、法制和經濟改革”。聖公會港澳教区鄺廣傑主教辭去基本法草委及諮委職位。「愛民會」發出《緊急呼籲》，請全球各地教會為局勢發展代禱，并在下午於循道衛理香港堂舉行教牧祈禱會，近三百名教牧參與。
5月23日，香港總督衛奕信表示港人十分留意和關注大陸學潮事態發展,并希望大陸局勢得和平妥善解決。亲中派的香港教育工作者聯會就“當前國內嚴峻形勢”发表五点“緊急聲明”，呼籲立即召開全國人大常委會讨论局势等。当天，由香港十三間大專院校163名學生（由学联陶君行带队）組成的隊伍，白天製作了三十多條橫幅，攜帶大量宣傳品。在紅磡體育館誓師後，從火車站乘火車經深圳到廣州，参加当晚在广州举行的“省港澳爱国民主大游行”。香港學生隊伍原本預料過關可能會遇到問題，並計劃若入境深圳失敗就會在海關靜坐抗議，但其在通關時似乎獲得刻意安排，學生火車到達羅湖後，口岸聯檢大樓的公安立即為其安排入境，經過數分鐘即令全部人出關，亦無例行行李檢查。在廣州車站亦有公安人員開路，讓香港學生前往越秀賓館。
5月23日，浸信會神學院一群教職員與學生亦發表聲明，认为中国的运动“合乎基督教信仰精神”。聖公會於《明報》發表聲明，要求中国政府不可動武及開放報禁。香港歌手盧冠廷、詞人唐書琛夫妇合撰〈為自由〉一曲支持北京学生。香港演藝界很多人被邀请参与大合唱。该歌曲录制後由蔣志光與黃耀光亲自送到北京给學生代表並即場播放，亦成為天安門廣場第一首播放的廣東歌。同日，香港親中左派團體香港工會聯合會（工聯會）發表全版報紙廣告，支持北京學生，認為學運為“愛國民主運動”，要求撤銷新聞封鎖，解除戒嚴，撤銷李鵬五一九講話等。香港中華廠商聯合會亦发表四点“嚴正聲明”，呼吁以“和平合理方式解決問題”，认为“這次全國學生運動,要求民主改革、反貪污腐敗及提倡廉政,是正義與愛國行爲”。
5月24日，香港電台發動百餘名歌星錄製「爲自由」錄音帶送給天安門示威學生。中國神學研究院校友會刊登支持运动的声明。香港基督教協進會呼籲全港基督徒“為國祈禱”。有21間堂會響應「愛民會」舉行「為中國求平安」祈禱會。当天，支聯會於維園举行有10萬市民参加的集會，示威者高叫「李鵬下台」等口号。5月25日晚，三百多位教牧於循道衛理香港堂祈禱後遊行至新華社遞交聲明。「愛民會」發表六項聲明，认为“基督徒應對國家民族有所承擔，確認民主、自由、人權和法治的價值，並全力支持爭取上述目標的非暴力行動”。当晚起，「愛民會」於循道衛理香港堂開展「基督徒馬拉松祈禱保中華」。
5月26日，香港市民舉行“中港青年一條心全港青年大集會”，呼籲青年人深入探求民主法制的出路。香港基督徒學生福音團契（FES）等于傍晚在維園合辦「中港青年一條心」全港青年大集會，又在晚上十時於安素堂開展「基督徒馬拉松祈禱保中華」。循道衛理聯合教會牧師部於《信報》刊登〈致全體教友書〉聲明，提出四項祈求事項。
5月27日，香港演藝界在跑馬地馬場舉行民主歌聲獻中華馬拉松籌款演唱會，不少香港名人應歌唱邀並且表示對北京學生的支持，多位歌手演唱爱国的粤语流行音乐，包括罗文《中国梦》和《同途万里人》（NHK丝绸之路香港版主题曲）等。演唱會有將近三十万人参与，籌得1,200萬港元，並由李卓人把款項送到北京。基督教「愛民會」發表文章呼籲信徒「不要因著政治形勢惡化而放棄信念，必須繼續堅持基督徒對國家民族的承擔和參與，支持及投入我們今後的工作」。
次日（5月28日），在李柱銘、支聯會司徒華和其他組織的領導人領導下，香港150萬名群眾聚集在於香港島發起了大規模的抗議遊行，而同一天世界各地也發起了全球華人大遊行的活動。遊行人士在當日下午2時由遮打道行人專用區出發，經灣仔新華社香港分社再遊行至北角糖水道轉上東區走廊，最後抵達目的地維多利亞公園繼續集會。遊行持續達8小時，直到晚上10時才結束。遊行期間大致和平，並沒有發生不愉快事件。據估計，當日共有150萬人參加遊行，被認為是香港歷史上規模最大的一次群眾運動之一，直至2019年616大遊行的200萬人打破遊行紀錄。当天，基督教 「愛民會」在下午亦於九龍仔公園舉行「基督徒愛國民主運動聯禱大會」，約一萬名教牧與信徒參與，會後遊行至新華社九龍塘分社遞交〈致中國領導人的公開信〉。香港華人基督教聯會出版部全體委員则於《基督教週報》就运动提出四項呼籲。香港東亞銀行鑑於中國動盪局勢，正式向香港政府申請赴台灣設立分行。5月29日，由香港方面捐赠的近百個帳棚在天安門搭起。

## 6月
6月1日，香港紅十字會電匯港幣137萬予中國紅十字會，用作救護北京學生。6月2日，滕近輝牧師於宣道會北角堂为中国形势舉行一連三晚的特別培靈會。支聯會赴京代表團團長李卓人把130萬港元捐款送到北京時被拘留，迫簽悔過書，3日後才獲釋，而款項一百餘萬被北京當局全數沒收。6月3日，「全港基督教徒聲援中國愛國民主運動合會」发表五点对中国政府的譴責聲明，认为其将运动“定爲動亂”，侵犯國家憲法賦與人民的基本政治權利，并拒絕運用合法程序解決整個政治危機。
6月3日晚开始，解放军动用武力开入天安门清场。6月4日，新華社香港分社發表呼籲聲明,要求香港中資機構在6月5日以各種形式爲天安門死亡者致哀。香港市民在銅鑼灣的新華社香港分社對面設公眾靈堂，獻上鮮花及祭品追悼在六四事件中身亡的死者。工聯會負責人鄭耀棠亦帶領成員到新華社外悼念死難者。当天下午二時開始，有30萬人身穿素服出席於跑馬地出席“黑色大靜坐”的抗议集会，由於入場人數眾多，集會延遲一小時才可以開始。集会用时半小時，先後有教育界、勞工界、演藝界等人士發言，不時出現「打倒李鵬」及「李鵬下台」等口號。張文光在大會結束前宣佈6月7日（周三）為「死難同胞哀悼日」，全港罷市、罷工、罷課，并表示部份行業如醫療及金融業需要正常上班，但可佩纏黑紗以表哀思。李永達帶領在場市民起誓“李鵬政權一日不倒台，他們將會堅持到底”。有學生代表则认为香港人“現時不要只顧移民”，否则“將對不起已經犧牲的北京學生”。醫學界梁智鴻議員則表示將與香港紅十字會洽商，將港人的血液送往北京救助伤者。李柱銘表示其與司徒華將暫時停止基本法委員會的工作。司徒華及岑建勳发言时一度哭泣，司徒華起誓時說，若李鵬於九七年仍然为總理，他會留在香港與李對抗到底。司徒华亦在期间在台上暈倒，需要由工作人員攙扶休息。隨後下午四時許，港島環市大遊行由跑马地出發，歷六小時結束，沿途有警方開路，參加人數達100萬人。在集会發言而暈倒的立法局议员司徒華亦隨大隊出發，最終因體力不支而短暫退出。遊行經禮頓道、高士威道向北角方向，示威者高叫「打倒李鵬」及「愛國無罪」等口號。
香港总督衛奕信爵士對北京局勢表示“強烈關注，感到震驚及悲痛”。港府亦呼籲香港市民，如非必要，切勿前赴北京。鄧蓮如及李鵬飛代表行政立法兩局發表聲明對事件“深感憤怒”。香港各政協委員则发出緊急聲明，呼吁全国及各级的人大和政协委员“用盡一切方法,動員全國人民支持愛國民主運動,制止屠殺暴行”，并呼吁“人民軍隊不打人民,絕不執行殺人的亂命”，“全國工人、幹部和知識分子,運用憲法所賦予人民的權力,抵制、抗拒當權者的亂命,暴行”，“所有香港市民保持冷靜,團結一致,不要搞任何損害香港經濟繁榮的行動,以免自亂陣腳,無力支援愛國民主運動”。基督教「愛民會」亦在报刊公开發表〈譴責聲明〉。
6月5日，香港市民在中區舉行“黑色大遊行”。基督教「愛民會」发表六点“严正声明”表示“堅決與上述法西斯政權劃清界線,不承認它代表中國人民及國家,並對其法西斯兇殘行徑嚴加譴責”，呼吁各国和联合国制裁中国当局。16間浸信會及信義會信望堂等教会亦公开在报刊发表评论或声明。下午，包括基督教「愛民會」和天主教的約一萬人於遮打花園集會出發，途經新華社宣讀悼詞，并抵維園開哀悼會。鄺廣傑主教、余達心牧師在會中分享或宣讀悼詞。香港中華總商會第三十六屆會董會通过决议，发表谴责“中國一小撮當權者血腥屠殺北京學生和人民的瘋狂行爲”的四点严正声明，表示“震驚和憤怒”以及“哀悼”，并指“採用暴力手段箝制民意,絕非當政治國之道,應該立即停止”，亦“號召本會六千多會員以及全港市民,千方百計將我們所了解的軍隊屠殺事件真相,傳達給國內人民”。中華廠商聯合會发出「嚴正聲明」，除谴责北京的暴力镇压外，亦呼吁“香港市民化悲憤為力量,在維護本港社會安定、經濟繁榮的大前提下,以理智及冷靜態度,尋求適當方法,支持學生愛國民主運動”。
當日，文匯報發表《聲討民賊李楊集團》的社論，譴責血腥暴行。新華社員工手繫黑紗在分社門前「向北京死難的愛國同胞致哀」,副秘書長何铭思刊登宣布脫離共產黨的啟事。中國銀行港澳辦公室副主任林廣兆呼籲港澳民衆往中資銀行提款,制裁當局濫殺民眾罪行。港區人大代表吳康民等六人發表聲明，嚴重抗議當局。包括梁愛詩、鄧焜、羅叔清、吳錦泉及劉佩瓊等在内的31名廣東省第七届人大的港區代表发出三点声明，谴责“北京當權者血腥鎮壓學生和群衆的暴行,並且要求北京當權者立刻停止對學生和群衆的屠殺”，亦呼吁“必須保持鎮定,保持理智,確保社會治安”、“在維護本港的安定繁榮和六百萬香港同胞利益的前提下,繼續發揮香港同胞的影響和力量,為爭取祖國走上民主法制的道路而奮鬥”。香港六所大专院校的教职员发表联合声明，谴责北京当权者，认为其“把中国推到大倒退的深渊中”，并对“中国人民和有良知的党政军领导人”发出多点疑问，包括为何动用坦克和装甲车等重型武器对付示威者，以及军队制止民众抢救伤者等。
6月6日，香港中華出入口商會发表「嚴正聲明」，“呼籲香港同胞化悲憤為力量,團結一致,保持冷靜，爲國內同胞爭取自由民主的奮鬥作出有力的支援”，哀悼“爲民主自由而犧牲的死難同胞”，谴责“中國一小撮當權者瘋狂屠殺北京學生和人民”。港澳地區人大代表全体，包括香港的霍英東、鄭耀棠、陳有慶、汪明荃、湯秉達、吳康民、黃光汉、李連生、徐是雄、廖瑞珠、唐治安、陳纮、陸達兼、方善桂、古宜輝經過多個小時會議,一致通過发表四点聲明：
一、嚴厲譴責當權者以武力鎮壓北京學生及群衆的血腥暴行。
二 、對北京死難的學生和同胞表示深切哀悼。
三、要求全國人大會議,討論當前嚴峻局勢,尋求和平解決辦法,並召集臨時全國人大會議,追究屠殺群衆的責任。

四、 呼籲港澳同胞堅定愛國立場,團結一致,維護港澳地區的穩定繁榮。
6月6日，基督教「愛民會」呼籲信徒響應支聯會發起的哀悼集會和三罢行动，并在晚上於九龍城浸信會等五間堂會舉行禁食祈禱會。數千計車輛当晚在九龍彌敦道遊行悼念六四事件死者。支聯會原本计划發動全港罷工、罷市、罷課抗議中共武力鎮壓學生。並打算於6月7日舉行愛國民主大遊行及集會，預計会有150萬人參與。然而6月6日至7日，香港旺角及油麻地爆发騷亂，是为碧街事变。6月6日晚，滋事份子借慢駛抗議乘機鬧事，並演變成通宵騷亂。是次騷亂造成26人受傷、15人被拘捕。警方指當場拘捕12人，大部份為青年，當中過半數為親中左派組織成員，其餘為香港三合會成員。
事後支聯會發言人司徒華譴責滋事分子藉騷亂破壞香港民主運動，指滋事分子是別有用心、另有企圖，與支聯會立場完全相反，並取消6月7日的六四集會及遊行，以防有人混入搞事。香港理工學院（現香港理工大學）亦取消原定7日下午兩時舉行的六四集會。而事件並沒有影響香港市民悼念六四死難者，不少市民身穿黑色或白色素服，臂前綁有黑紗上班上學。「四五行動」成員會在游行中抬寫上「屠夫政權遺臭萬年」標語的紙棺材示威。公司商店休業一日或半日，不少更是中資機構。而香港交易所開市前亦默哀三分鐘及舉行小型哀悼會。中國國貨有限公司的一些職工发表「沉痛聲明」，表示“堅決反對中國少數當權者血腥殘酷鎮壓我骨肉同胞的瘋狂暴行”、“堅決不渝地站在愛國民主立場及開放改革的行列”。香港華人基督教聯會、香港浸信會聯會、北區教牧團契、神召神學院校友會等教会组织亦继续在快报、文汇报和明报等报刊刊登声明。

## 后续
6月9日，邓小平正式露面接见戒严部队，并支持镇压。部分此前表态反对镇压的亲中团体、人士开始逐渐转变立场。6月8日之后，港澳信義會、宣道會長洲堂等教会继续发表声明谴责中国当局。「愛民會」亦呼籲信徒「繼續以禱告支援」，「化悲憤為力量」，并宣布取消6月11日政府大球場的集會。
6月10日，部分香港市民發起活動，呼籲民眾佔用中國當局針對民運參與者的檢舉電話線路以阻擋任何檢舉機會。6月11日，82所大陸各高等院校的香港校友會在香港聯合舉行追悼會悼念六四死者。聖公會港澳教區亦舉行悼念死难者的追思禮拜。韶關公安機關拘捕了張貼反共標語以及香港报刊新闻的香港人郭文深。6月13日，專上學聯副會長林耀強指責中央電視台播出吾爾開希「大吃大喝」影帶是“嚴重歪曲事實”。6月17日，遭當局驅逐的兩名英國獨立電視網記者和攝影師從由成都抵達香港，並透露在成都的鎮壓中,已知約有二百人死亡。
6月18日，香港藝術工作者仿製的民主女神像和人民英雄紀念碑,在維多利亞公園舉行揭幕儀式。流亡海外的知識分子劉賓雁應邀自美抵港訪問，其預測中共政權兩年內“必有變化”，並在香港公開呼籲世界各國經濟制裁北京。6月22日，港支聯宣布定7月4日爲「全球華人抗議日」，呼籲各地華人抗議中共。中共港澳辦公室主任姬鵬飛在中央電視台發表講話,表示不能允許港澳成爲顛覆基地,更不容港澳人士到內地從事反共活動。6月24日晚，支聯會發動萬人集會，由維園遊行至新華社遞交抗議書,抗議中共當局的秋後算賬。基督教「愛民會」當日在紅磡體育館舉行「愛國、民主、行動」全港基督徒大會，兩場聚會有17,000人參與。「愛民會」亦改名為「愛民運動」。
7月4日，香港二萬餘市民集會，悼念北京死難人士,並譴責中共當局繼續搜捕、處決民運分子。7月14日，天主敎港澳區主敎胡振中致函世界各主教, 呼籲共同促請北京停止鎮壓。文匯報社長李子誦遭撤職。該社二十餘名經理級與編輯人員亦提出辭職或計劃辭職。7月21日，人民日報發表《『一國兩制』不容破壞」》的署名文章,隱名批判支联会領袖李柱銘、司徒華,表示「不允許有人利用香港作爲顛覆中央人民政府的基地」。
8月1日，新華社猛烈抨擊「全美中國學生學者代表大會」,指香港、台湾贊助會議的人士爲「反動勢力」。8月7日，香港青年及學生團體聯合舉行大型聚會，發表「青年宣言」，承諾“肩負中國公民的責任,在各個崗位上爲民主、自由的發展貢獻力量”。9月12日，約五萬名香港市民晚間參加「六四百日祭大會」,哀悼北京死者。
六四之后三週，香港商人減少了对广东工厂的投资訂單，亦有三名港商計劃出售在廣東的工廠。6月16日，香港總督衛奕信在記者會上暗示港府將準備提供部分民運人士政治庇護或協助他們。香港支聯會在政府默許下，與深圳、珠海等地的武警、边防内的合作者，港澳的地下黑社会、蛇头，港英情报当局（政治部）、西方各国外交人員合作營救被追捕的民運人士。参与者还包括藝人梅艷芳，在澳門的前藝人鄧光榮（人稱「學生王子」），是为“黄雀行动”。北京工自联领袖韩东方亦在事件之后保外就医到达香港，成为香港永久居民。10月31日，民主派人士司徒華及李柱銘因支持天安門學運而被逐出基本法起草委員會。

### 对英中关系与香港前途问题的影响
對於当时仍然是英國殖民地的香港來說，六四事件的發生使得社會大眾恐懼中國在1997年主權移交後是否會違背一國兩制的承諾。對此香港總督彭定康試圖針對立法局展開政治改革，但這也讓香港政府和中國政府之間發生摩擦。而對於許多香港民眾來說，对天安門廣場上抗議的鎮壓成為了一个轉捩點，許多民眾因此對中國政府失去了信任；根据对比1988年9月和1989年10月的民意调查，经过六四之后相信《基本法》能保障一國兩制的受訪者由44%跌至25%，不信者由36%增至69%。根据在參與5月21日百萬人大遊行的市民中的调查，有92.1%希望《基本法》能更加民主，有74%要求要在回归当年直選行政長官。有90%的公立醫院醫生、80%的會計師、75%的藥劑師、60%的律師在民调中表示考慮在回归前離開香港。
1990年有56.6%受訪者自稱為香港人，只有25%自稱為中國人。原先抗拒民主化的商界开始對政制改革採取開明態度。6月19日，46位不同立场政界人士（包括民主派的李柱銘和司徒華，以及親商界的李鵬飛和張鑑泉）發起“港人救港”運動，爭取香港政制民主化及制訂人權法，又要求英國賦予香港英籍華人居英權。行政立法兩局的非官守議員於7月達成兩局共識，主張在1991年引入20個立法局直選議席，到1995年增至30席，並於2003年實施行政長官和立法會雙普選。而以羅康瑞為首的商界則提出四四二方案，建議在回归当年將直選比例增至40%，到2001年增至60%，並於2005年“在特區政府同意下”實行雙普選。随后对香港立法会直选方案不满的中国政府与英国、港英方面继续就此事争论不休。
對香港主權移交後的地位不確定使得六四之后，九七之前出現了移民潮，許多港人选择前往英国、加拿大或澳洲等西方國家生活。英國政府為了阻止人才隨著移民潮而外流，同意讓香港政府施行居英權計劃，授予部分香港民眾正式的英國公民身份。港督衛奕信於10月發表施政報告時公佈计划實行玫瑰園計劃，意图挽回港人信心。港英政府亦按《公民權利及政治權利國際公約》的標準制訂《香港人權法案》。英國於1990年通過《英國國籍（香港）法案》，为不多於5萬個家庭頒予居英權。有輿論批評该計劃的评估方式執行過於精英主義。

#### 何鴻燊建議聯合國托管港澳
鎮壓事件後的7月，港澳富商、時任基本法草委會副主委“賭王”何鴻燊在記者會上發表其聯合國託管港澳的建議，翌日由親中派的《澳門日報》刊載全文，題為〈美夢成真？〉的文章，建議於香港與澳門主權回歸中國後，由中國政府將兩地出租予聯合國100年，作為新的聯合國總部所在地，並由聯合國託管。何認爲其這項提議，“符合中英、中葡聯合聲明”、“體現中國收回兩地之主權”、“提高中國在國際上之聲譽”、“冷卻及抑制移民潮的發展”、“亞洲人口最多，在亞洲設聯合國總部合理”。他認為此舉可兼顧中國收回主權與維持港澳原有制度，達致「一舉數得」，並有助於恢復國際社會對中國的信心，將港澳打造為「亞洲的瑞士」，“和平的聖地……因為港澳只有商業性的單純，所以便無受軍事攻擊之虞……各行各業都會迅速蓬勃起來，真正進入了一個空前未有的繁華境界，五十年不變，一百年不變”。
8月15日，何鴻燊再聯同多位支持者開記者招待會發表「美夢成真」建議。 據何自述，此構思曾於中英談判之前的六十年代就提出，當時香港新華社社長梁威林邀請一眾香港富豪，如李嘉誠、鄭裕彤、霍英東、馮景禧、胡漢輝等人，討論香港澳門的前途問題，他向眾人提出此一建議以解決前途信心問題，席上眾人鼓掌支持，梁威林則「莞爾一笑」。8月下旬，美国華裔共和黨人、陈纳德妻子陳香梅作为美方半官方代表被邀訪華，會見中國領導人，更答應替何鴻燊向北京轉達其「美夢成真」計劃及探口風。傳媒形容陳香梅是總統顧問，臨行前又多次被布殊總統召見。
結果陳香梅被中國國家副主席王震「訓話」。王震說中國不怕制裁，陳香梅事後亦傳達北京意見，表示六四是中國內政，不容外國干涉。陈亦被中共最高層鄧小平、楊尚昆拒見。10月5日，《華僑日報》報道，何鴻燊擱置了聯合國托管計劃，形容“只是發夢，不願再提”。有評論指，何鴻燊等商界人物在六四後提出這些具強烈商業意識的方案解決信心問題，方法與政治為本的民主派大相逕庭，反映後過渡期政治商業化趨勢，認爲這具有商業色彩的政治法門，直覺上是企圖“迴避政治矛盾同時保障區隔現狀”。

## 另見
- 六四事件
- 1989年中華人民共和國抗議地區列表
- 六四事件中的澳門
- 六四事件中的广东

## 延伸阅读
- 六四30週年特輯之九：八九香港 讓北京落下心病的自由角落
- 特寫：香港「六四」導賞團──尋找1989年香港支援民運的蹤跡
- 【六四影像】 89年躁動的香港　黑白圖輯